# مشكلة العمل
مشكلة العمل هو مصطلح اقتصادي استُخدم على نطاق واسع في مطلع القرن العشرين مع تطبيقات وأمثلة مختلفة، وهو ما نتجَ عنه تعريفه بعدة طرق، مثل «مشكلة تحسين ظروف عمل الطبقات المأجورة».
تشملُ مشكلة العمالة الصعوبات التي يواجهها أصحاب العمل وأرباب العمل الذين بدأوا في خفض الأجور لأسباب مختلفة بما في ذلك تقدم التكنولوجيا وأضرارها على بعض المهن، والرغبة في خفض التكاليف أو البقاء في العمل. ردَّت الطبقات المأجورة بالإضرابات، من خلال تشكيل النقابات وارتكاب أعمال عنف صريح. لقد كانت هذه المشكلة مشكلة وطنية امتدَّت إلى جميع الصناعات تقريبًا وساعدت في المساهمة في ظروف الأعمال الحديثة التي لا تزال موجودة حتى اليوم. تشمل الأسباب المحتملة الفشل في تفسير العوامل الخارجية السلبية للتكاثر في مواجهة الموارد الطبيعية المحدودة مما يؤدي في النهاية إلى زيادة المعروض من العمالة وانخفاض مستويات المعيشة للعمال المأجورين، وتبديد شخصيّة العامل من قِبل الآلات وظروف العمل السيئة.

## الإطار الزمني
الجدل الشعبي حول مشكلة العمل هو الوقت الذي يشمله هذا المشكل. يصفهُ البعض بأنه يعود إلى ستينيات القرن التاسع عشر، وهو الوقت الذي بدأت فيه العديد من النقابات. ومع ذلك، لم تكن هناك مشكلة في ذاك الوقت في تشكيل هذه النقابات. كان الإضراب الأول نتيجة للمشكلة بين أصحاب الأجور والمسؤولين النقابيين، وليس بين أصحاب العمل والنقابات أو أرباب العمل والعاملين بأجر، وهو الصراع الرئيسي في ذلك الوقت.
بما أنَّ المشكلة كانت داخل النقابات وليس بين النقابات وأرباب العمل، فإن مشكلة العمل لم تُصبح مشكلة بعد. يعزو الكثيرون أيضًا نهاية المشكلة إلى نهاية العشرينيات. هذا له بعض المزايا ولكنه مفتوح أيضًا للتفسير. بدأت الإصلاحات في التمرير لتصحيح العديد من المشكلات. لكن استمرَّت الإصلاحات في الظهور في الثلاثينيات والأربعينيات والخمسينيات من القرن الماضي. سيطرت حركة الحقوق المدنية على هذا مجال تخصّصها في الولايات المتحدة، الأمر الذي أدى إلى مزيدٍ من التشريعات. يعزو الكثيرون نهاية مشكلة العمل إلى أواخر عشرينيات القرن الماضي لأن هذه الفترة شهدت انخفاض كبير في الإضرابات والعنف وزيادة في التشريعات التي تمَّ تمريرها بهدف تصحيح قضايا العمل.

## الأسباب
في مطلع القرن الواحد والعشرين، بدأت الآلات في اتخاذ مكانة أقوى في الاقتصاد. مما أدى إلى انخفاض التكاليف. حاول أصحاب العمل دائمًا تعظيم الأرباح، كما رأوا أنه من المناسب خفض الأجور لسببين رئيسيين: كانت الآلات تجعل عملية الإنتاج أرخص مما يعني أن الأجور تستهلك نسبة أكبر من التكاليف، وعندما كانت الأوقات صعبة بشكل خاص، كان من المنطقي خفض الأجور للبقاء في العمل.
هذا التبديد من الطابع الشخصي لعملية الإنتاج يعني أن الناس أصبحوا في الأساس قابلين للاستهلاك. لم يتمّ القضاء على المأجورين بشكل كامل ولكن كان هناك خسارة كبيرة في الوظائف. أدى ذلك إلى انخفاض الأجور على المدى الطويل لأن التكاليف الثابتة انخفضت (مع زيادة التكنولوجيا) لذلك رأى أصحاب العمل أنه من المناسب خفض نفقات الأجور لهذه القوة العاملة المستهلكة جزئيًا الآن. على الرغم من أن المشكلة امتدت إلى العديد من الصناعات. إلا أنها لم تكن كلها معنية بنفس المشكلات. على سبيل المثال، كانت صناعة الصلب مهتمة بشكل أساسي بالتخلص التدريجي من العمال بسبب التقدم التكنولوجي بينما كانت الصناعات الأخرى مثل المنسوجات تُعاني من مشاكل عمالة الأطفال وظروف العمل. أدت تنوع المشاكل والمخاوف إلى إصدار تشريعات تغطي مجالات مختلفة وأدت إلى مزيد من الإصلاح.

## أحداث بارزة
اندلعت أعمال الشغب في بالتيمور عام 1877 بسبب إهمال مسؤولي النقابة. بدأت كضربة للسكك الحديدية لكنها شكَّلت في النهاية أعمال شغب استمرت أربعة أيام وتسبَّبت في مقتل نحو خمسين شخصًا. كانت الضربة الأولى أو الإضراب الأول بسبب تبدد شخصية العامل من قبل الآلات وذلك في عام 1892 حينما احتجَّ العمال على شركة كارنيجي للصلب من قبل جمعية اندماج عمال الحديد والصلب (AA). أدى ذلك في النهاية إلى محاولة اغتيال هنري كلاي فريك، رئيس شركة كارنيجي للصلب، وتوجيه ضربة ساحقة في محاولة توحيد عمال الصلب.
مثال آخر هو بولمان سترايك (أو إضراب بولمان) في عام 1894، حيث قام ما يقرب من 4000 عامل كانوا أعضاء في اتحاد السكك الحديدية الأمريكية (ARU) بإضراب دون إذن من النقابة للاحتجاج على تخفيضات الأجور من قبل شركة بولمان. أحد الأمثلة المتطرفة حدث عندما أوقف مهندسو القطارات والعمال قطارًا قبل أن يصل إلى المحطة في مدينة نيويورك، مما تسبب في تقطع السبل بالرجال والنساء والأطفال على حد سواء في الحرّ.

## تأثيرات
تم تمرير تشريعات مثل قانون فاغنر (1935) وقانون معايير العمل العادلة (1938) والتي أجبرت أصحاب العمل على المشاركة في المفاوضة الجماعية وقدمت الحد الأدنى للأجور على التوالي، كما تم تعديل قوانين عمالة الأطفال، مما حدَّ من العمر الذي يمكن للأطفال بدء العمل فيه ونوع العمل الذي يمكنهم القيام به، فضلًا عن إنشاء ما يُعرف بدائرة العمل.
في حين أن بعض التشريعات مثل قانون فاغنر المذكور أعلاه وقانون معايير العمل العادلة لم يتم إقرارها حتى الثلاثينيات من القرن الماضي، إلا أن جذورها تعود إلى مشكلة العمل هذه في مطلع القرن عندما كانت المطالبة بالإصلاح تزداد شعبيتها. يمكن للعديد من جوانب الأعمال الحديثة، مثل نظام العمل لمدة 40 ساعة في الأسبوع، وأجور العمل الإضافي، والمفاوضة الجماعية وظروف العمل الأكثر أمانًا من بين العديد من الإصلاحات الأخرى تتبع جذورها إلى هذه الفترة الزمنية والتشريع الذي تم تمريره لتصحيحها.